# La Rotonda (Barcelona)
La Rotonda es un edificio modernista situado en la esquina del paseo de Sant Gervasi con la avenida del Tibidabo, en Barcelona (distrito de Sarrià-San Gervasi). Fue construido por Adolfo Ruiz Casamitjana en 1906, y ampliado por Enric Sagnier en 1918. Este inmueble está catalogado como Bien Cultural de Interés Local (BCIL).

## Historia y descripción

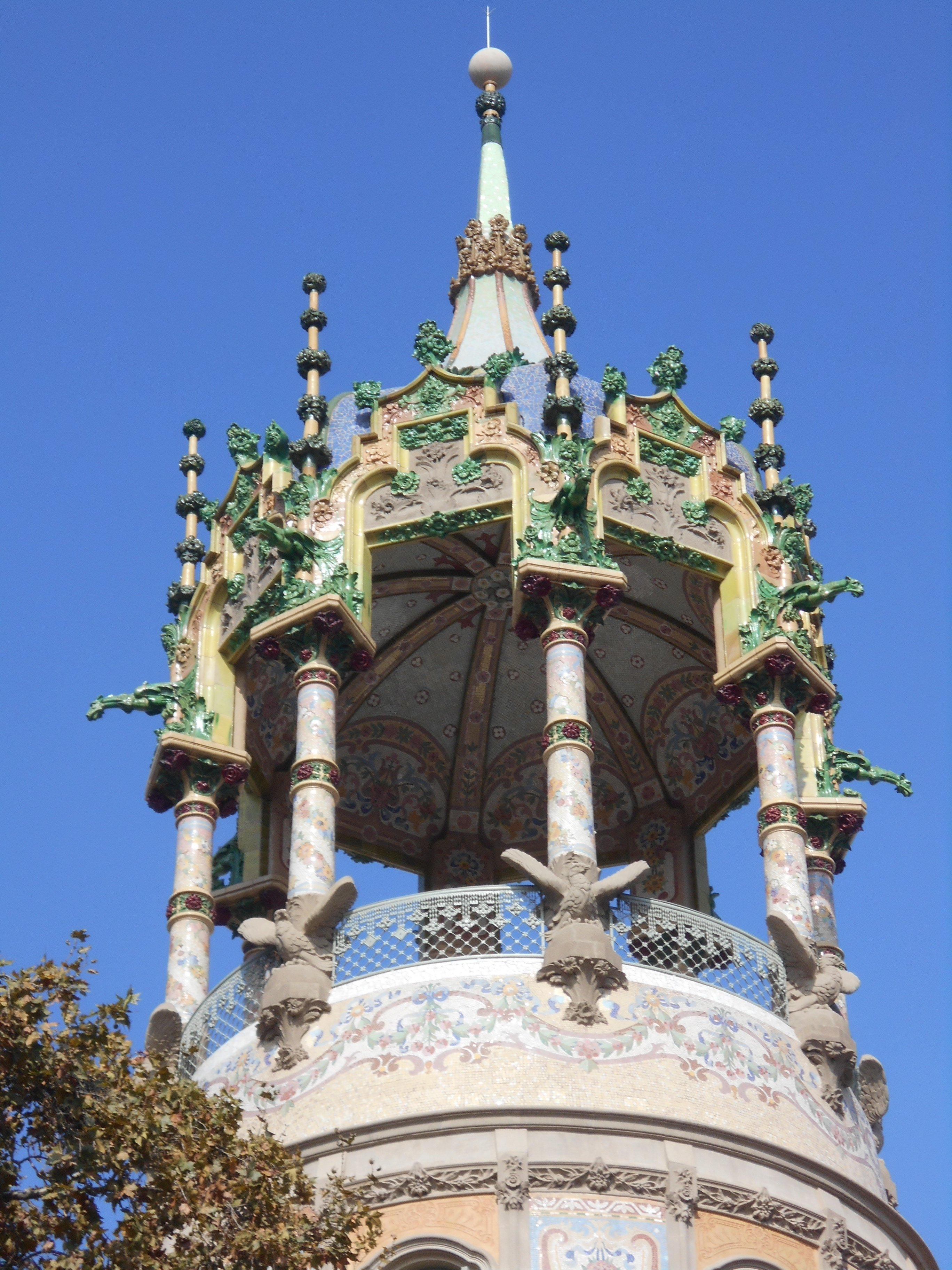
Templete

El edificio fue en su origen el Hotel Metropolitan, promovido por el doctor Salvador Andreu, uno de los principales promotores de la urbanización de la falda del monte Tibidabo, con una amplia avenida que unía el paseo de San Gervasio con la montaña, que fue ocupada por casas unifamiliares al estilo de las ciudades-jardín inglesas. Para el transporte se instaló un tranvía en la avenida y un funicular para ascender a lo alto de la montaña (1901), donde se emplazó el Parque de Atracciones del Tibidabo.

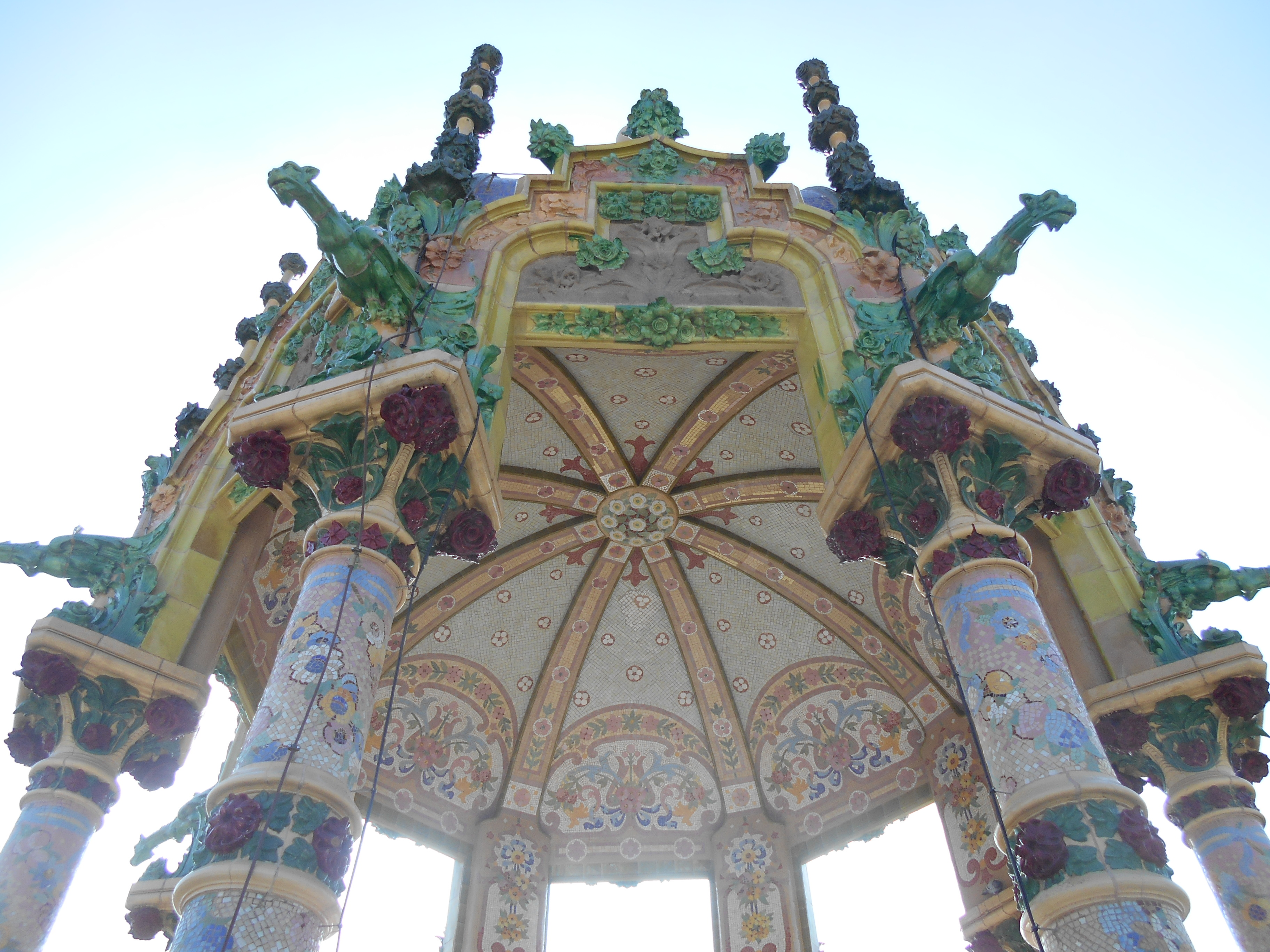
Detalle del templete

El proyecto fue encargado a Adolfo Ruiz Casamitjana, un arquitecto adscrito al modernismo de moda en la época, autor de diversas casas y edificios en Barcelona, el más conocido de los cuales es La Rotonda. En 1918 se añadieron dos pisos y el inmueble fue convertido en hotel: el Hotel Metropolitan, uno de los más lujosos de la Barcelona de entonces. Las obras fueron a cargo de Enric Sagnier, uno de los arquitectos más prolíficos de la Ciudad Condal, a caballo entre el modernismo y el clasicismo. En 1951 se hizo una nueva ampliación, a cargo de Josep Maria Sagnier, con una reforma interior efectuada por el interiorista Jordi Galí. En 1960 el hotel fue reconvertido en la Clínica Rabassa. En 1999 el edificio fue adquirido por la inmobiliaria Núñez y Navarro, que lo restauró entre 2010 y 2016, con un proyecto de Alfredo Arribas: se conservó únicamente la fachada modernista y se procedió al derribo de la edificación proyectada por Sagnier, aumentando así su volumen para poderlo convertir en un edificio de oficinas.
Se trata de un edificio compuesto de dos cuerpos rectangulares en forma de L, con otro cuerpo cilíndrico en la intersección de ambos, coronado por un templete-mirador de forma redonda —que da nombre a la «Rotonda»—, con una profusa decoración cerámica, obra de Lluís Bru. Las fachadas son lisas, con balcones con barandilla de hierro y molduras de temática vegetal, así como unos bustos en el primer balcón del cuerpo cilíndrico. La casa tenía un coronamiento con mosaicos de temas festivos y deportivos, que desapareció en 1952 cuando se construyó un piso superior.